# Воробец, Фёдор Васильевич
Фёдор Васильевич Воробец (псевдонимы: «Верещака», «Олекса», «Олекса Глід», «Денис Шигунич») (1922, с. Горожанка — сентябрь 1959 г. Тайшет) — окружной проводник ОУН Житомирщины (с нач. 1943), осенью, в ранге хорунжего — командир ВО «Тютюнник» в группе УПА-Север (с осени 1943), заместитель краевого проводника ОУН Восточного края «Одесса» ПЗУЗ и командир Восточной ВО/(Соединенных групп «44») (с 08.1944), Краевой Провод ОУН на юго-восточных землях (февраль 1945—1946)).
Рыцарь Золотого Креста Боевой Заслуги 2-го класса.

## Биография
Родился в 1922 году в крестьянской семье. Окончил украинскую гимназию в Станиславове в 1939 г.
Член ОУН с 1939 года.
В 1941 году был членом походной группы ОУН на Житомирщине. Назначен районным, а позже надрайонным проводником ОУН в Олеско.
С начала 1943 года — окружной проводник ОУН Житомирщины, осенью, в ранге хорунжего — командир ВО «Тютюнник» в оперативной группе УПА-Север, повышен до поручика.
С августа 1944 года — заместитель краевого проводника ОУН восточного края «Одесса» ПЗУЗ и командир Восточной ВО/(Соединенных групп «44»). С 1945 года — краевой проводник Краевого Проводу ОУН на юго-восточных землях.
15 января 1946 года был тяжело ранен в бою со спецгруппой НКВД замаскированных под бойцов УПА, захвачен живым в бессознательном состоянии.
Был приговорён к расстрелу, который заменили на двадцатипятилетнее заключение. Умер в тюремной больнице.